# Mark Brown (político)
Mark Stephen Brown (Avarua - 28 de fevereiro de 1963) é um político cookiano e primeiro-ministro das Ilhas Cook . Ele já havia servido como vice-primeiro-ministro sob Henry Puna . Ele é membro do Partido das Ilhas Cook .

## Vida pregressa
Nasceu em 1963 em Avarua em Rarotonga, e foi educado na Nikao Maori School, Nikao Side School, Tereora College e Gisborne Boys' High School na Nova Zelândia. Ele possui um Diploma em Gestão do Setor Público da Massey University na Nova Zelândia e um Mestrado em Administração de Empresas da University of the South Pacific . Ele trabalhou como funcionário público, inclusive como consultor de políticas para o Gabinete do Primeiro-Ministro e como chefe do Ministério da Agricultura, e como promotor imobiliário. Ele atuou como vice-presidente da Câmara de Comércio das Ilhas Cook e presidente da Cook Islands Touch Association.

## Carreira política
Atualmente vice-presidente do CIP. Ele disputou sem sucesso o eleitorado de Takuvaine-Tutakimoa nas eleições de 2006, mas foi eleito nas eleições de 2010 .
Foi nomeado para o gabinete em dezembro de 2010 como ministro das Finanças. Foi reeleito nas eleições de 2014, e novamente em 2018. Após a eleição de 2018, ele foi nomeado vice-primeiro-ministro, substituindo Teariki Heather .
Em junho de 2020, o primeiro-ministro Henry Puna anunciou sua intenção de renunciar em setembro para concorrer ao cargo de secretário-geral do Fórum das Ilhas do Pacífico . Ele nomeou Brown como seu substituto. Em 1º de outubro, após a aposentadoria de Henry Puna, ele foi eleito primeiro-ministro. Ele manteve quase todas as pastas dele e de Puna em seu gabinete inicial, entregando apenas Educação e Turismo a outros ministros. Ele planeja realocar pastas importantes, como Finanças e Relações Exteriores, para outros ministros em 2021.
Em meados de dezembro de 2020, o primeiro-ministro Brown e sua contraparte da Nova Zelândia, Jacinda Ardern, anunciaram que uma bolha de viagens entre a Nova Zelândia e as Ilhas Cook seria estabelecida no próximo ano, facilitando viagens bidirecionais sem quarentena entre os dois países.
Uma remodelação do gabinete em 2 de junho de 2021 o viu distribuir metade de suas pastas para outros ministros.

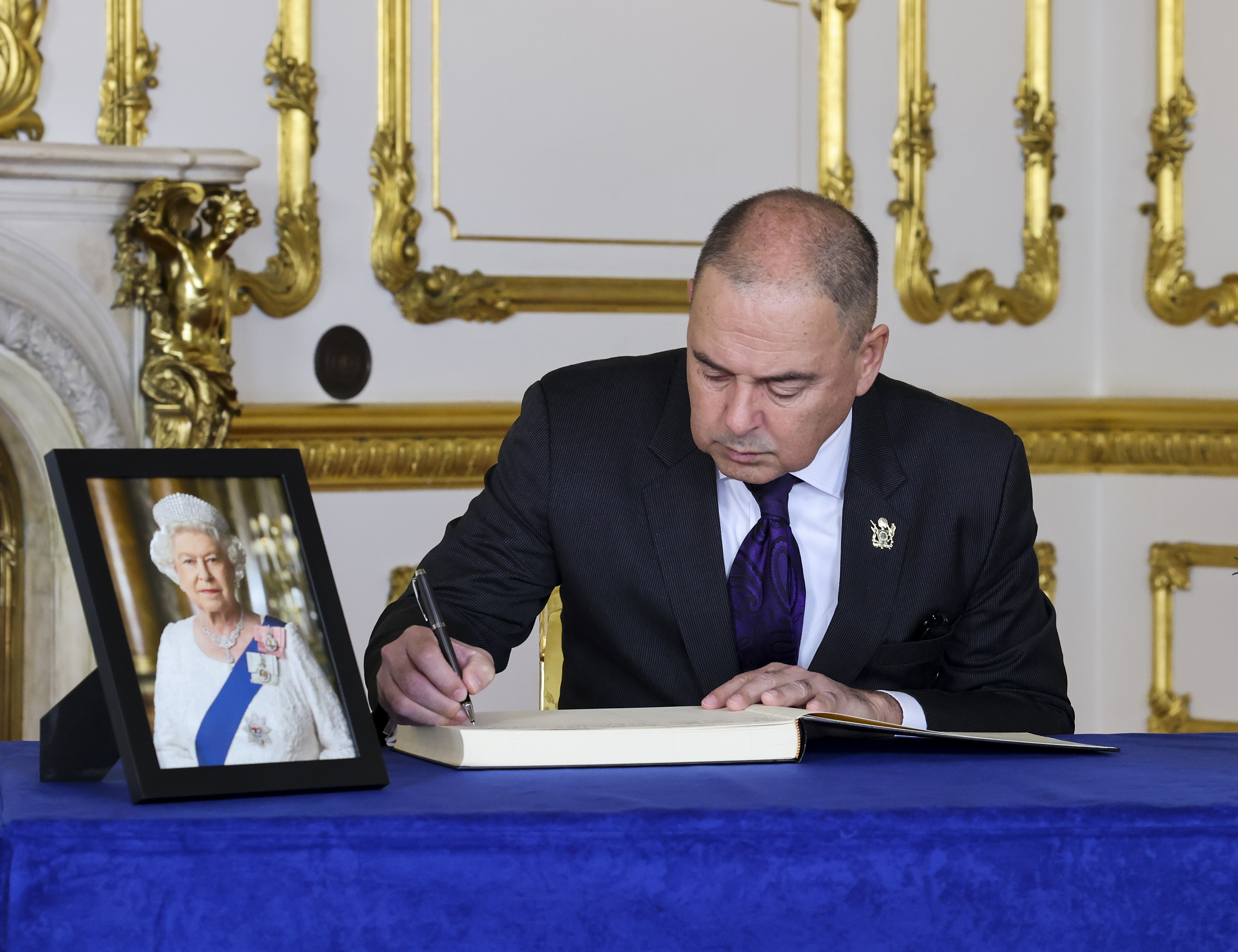
Brown assinando o livro de condolências para a Rainha Elizabeth II em Lancaster House em 17 de setembro de 2022

Ele foi reeleito nas eleições de 2022 e renomeado como primeiro-ministro após garantir o apoio de dois independentes.